# Lissoclinum rubrum
Lissoclinum rubrum är en sjöpungsart som beskrevs av Monniot 1975. Lissoclinum rubrum ingår i släktet Lissoclinum och familjen Didemnidae. Inga underarter finns listade i Catalogue of Life.